# Hansa-Brandenburg D.I
El Hansa-Brandenburg D.I, también conocido como  KD (Kampf-Doppeldecker, biplano de combate), fue un caza utilizado durante la Primera Guerra Mundial. Fue construido para Austria-Hungría, sirviendo en el cuerpo aéreo austrohúngaro Luftfahrtruppen.

## Diseño y desarrollo
Ernst Heinkel, diseñador jefe de la Hansa und Brandenburgische Flugzeugwerke, desarrolló el caza monoplaza basado en tierra Hansa-Brandenburg KD en 1916 para satisfacer las necesidades de la Fuerza Aérea de Austria-Hungría (Kaiserliche und Königliche Luftfahrtruppen o Luftfahrtruppen KuK) recibiendo la designación militar Hansa-Brandenburg D.I. Era un biplano construido en madera y tela; los planos, que estaban recubiertos de este último material, estaban arriostrados mediante montantes en V que se cruzaban en una inusual configuración llamada "en estrella". El fuselaje estaba revestido en madera contrachapada, y la cola contaba con estabilizadores de gran superficie, con una deriva y timón de pequeño tamaño.
El KD tenía un fuselaje de profundidad, que daba una pobre visión al piloto y una escasa estabilidad direccional a causa de las pequeñas dimensiones de las superficies de cola verticales, haciendo la recuperación del giro extremadamente difícil. El armamento consistía en una única ametralladora Schwarzlose MG M.07/12, ya que debido a las dificultades en la sincronización de la Schwarzlose, se ajustó en un carenado en el ala superior, disparando sobre la hélice, lo cual hace que el KD sea fácilmente identificable por su alta silueta.
A pesar de estos problemas de manejo, el Imperio austrohúngaro ordenó un total de 122 D.I, 50 fueron construidos por Hansa-Brandenburg con motores (150 CV) Austro-Daimler, mientras que los otros 72 fueron construidos bajo licencia por Phönix en Viena, impulsados por motores lineales Austro-Daimler o Hiero. Si bien estaba previsto que el KD también fuese construido por Ufag, no fueron entregados. El KD también formó la base para el hidroavión de combate Hansa-Brandenburg KDW que era un KD con mejoras y dotado de grandes flotadores monorredientes de madera, que se sujetaban al fuselaje mediante montantes en N.

## Historia operacional
El D.I entró en servicio en otoño de 1916. Su arreglo inusual de refuerzos en las alas dio lugar al apodo de "Spider", mientras que su mal manejo dio origen al apodo "el ataúd". El D.I fue el avión de combate estándar de las Luftfahrtruppen hasta mediados de 1917, siendo utilizado por varios ases del aire de Austria-Hungría, como Godwin Brumowski. Algunos D.I construidos por Phönix se mantuvieron en uso hasta el final de la guerra.

## Variantes
Brandenburg W.11
un desarrollo ligeramente más alargado del KDW, propulsado por el motor Benz Bz.IV de 200 cv (2 ejemplares)
Brandenburg W.25
desarrollo del KDW/W.11 con mayor envergadura, montantes interplanos convencionales y motor Benz Bz.III de 150 cv
Phönix D.II
designación aplicada al caza basado en tierra construido en 1917 por Phönix y propulsado por un motor Austro-Daimler de 200 cv; alerones en el plano superior
Phönix D.III
versión con motor lineal Hiero de 230 cv y alerones en ambos planos

## Operadores
- Imperio austrohúngaro: Luftfahrtruppen

## Especificaciones (D.I)

### Características generales
- Tripulación: 1
- Longitud: 6,35
- Envergadura: 8,50
- Altura: 2,79
- Superficie alar: 23,95
- Peso vacío: 672 kg (1481,1 lb)
- Peso cargado: 920 kg (2027,7 lb)
- Planta motriz: 1× lineal Austro-Daimler.

### Rendimiento
- Velocidad máxima operativa (Vno): 187 km/h (116 MPH; 101 kt)
- Alcance: 2.5 horas

### Armamento
- Ametralladoras: 1× Schwarzlose MG M.07/12

## Aeronaves similares
- Anexo:Biplanos
- Fokker D.VII
- Pfalz D.III
- Aviatik D.I